# Ekbatana

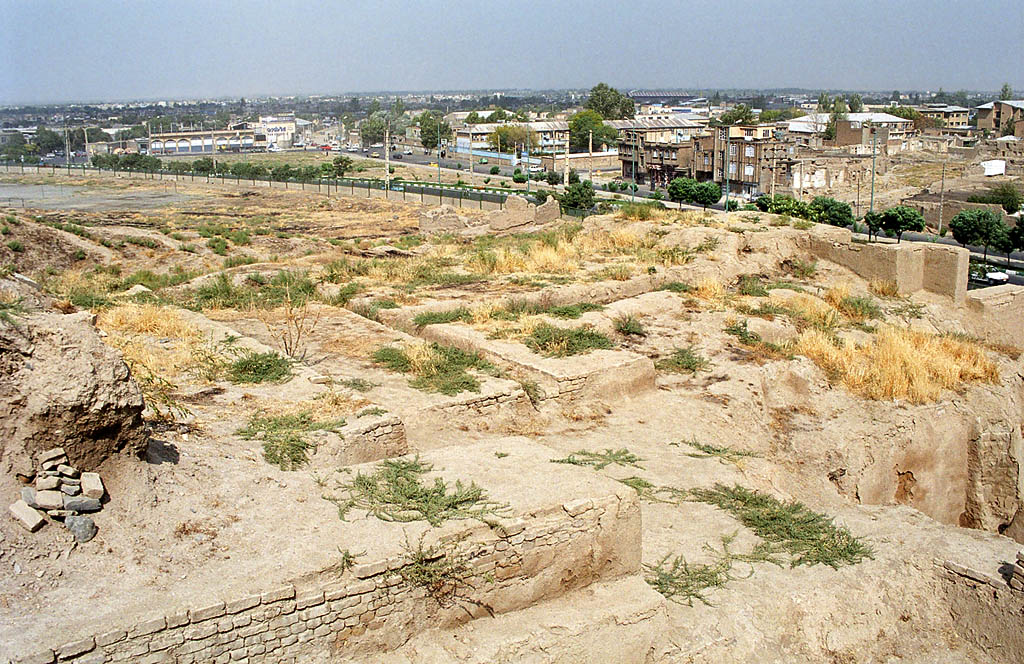
Ruiny starożytnej Ekbatany, w tle współczesny Hamadan

Ekbatana (pers. ‏هگمتانه‎, stgr. Ἐκβάτανα) – stolica państwa Medów, zbudowana w VII wieku p.n.e. przez króla Dejokesa i rozbudowywana przez późniejszych królów Medii. Według Herodota w czasach Astyagesa miasto było otoczone siedmioma pierścieniami murów, wewnątrz znajdował się zamek królewski i skarbiec.
Po zajęciu Medii przez Persów została przekształcona w letnią rezydencję królów Persji z dynastii Achemenidów. Po zajęciu miasta przez Aleksandra III Wielkiego w 330 p.n.e. stała się głównym skarbcem nowego imperium.
Na starożytnej drodze wiodącej z Babilonu do Ekbatany w Behistun odkryto na skale trójjęzyczny napis króla Dariusza I.
Obecnie miasto nosi nazwę Hamadan i leży w Iranie, 400 km na południowy zachód od Teheranu. Istnienie współczesnego Hamadanu uniemożliwia przeprowadzenie szerszych prac archeologicznych.

## Galeria

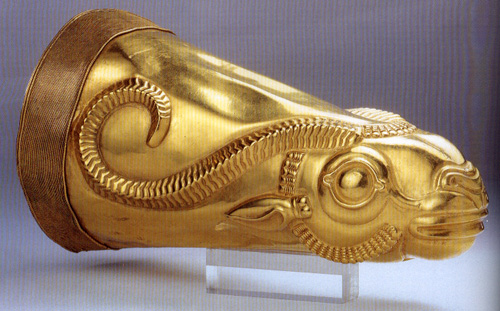
Złoty ryton odkryty w Ekbatanie, z okresu achemenidzkiego, w zbiorach Narodowego Muzeum Iranu
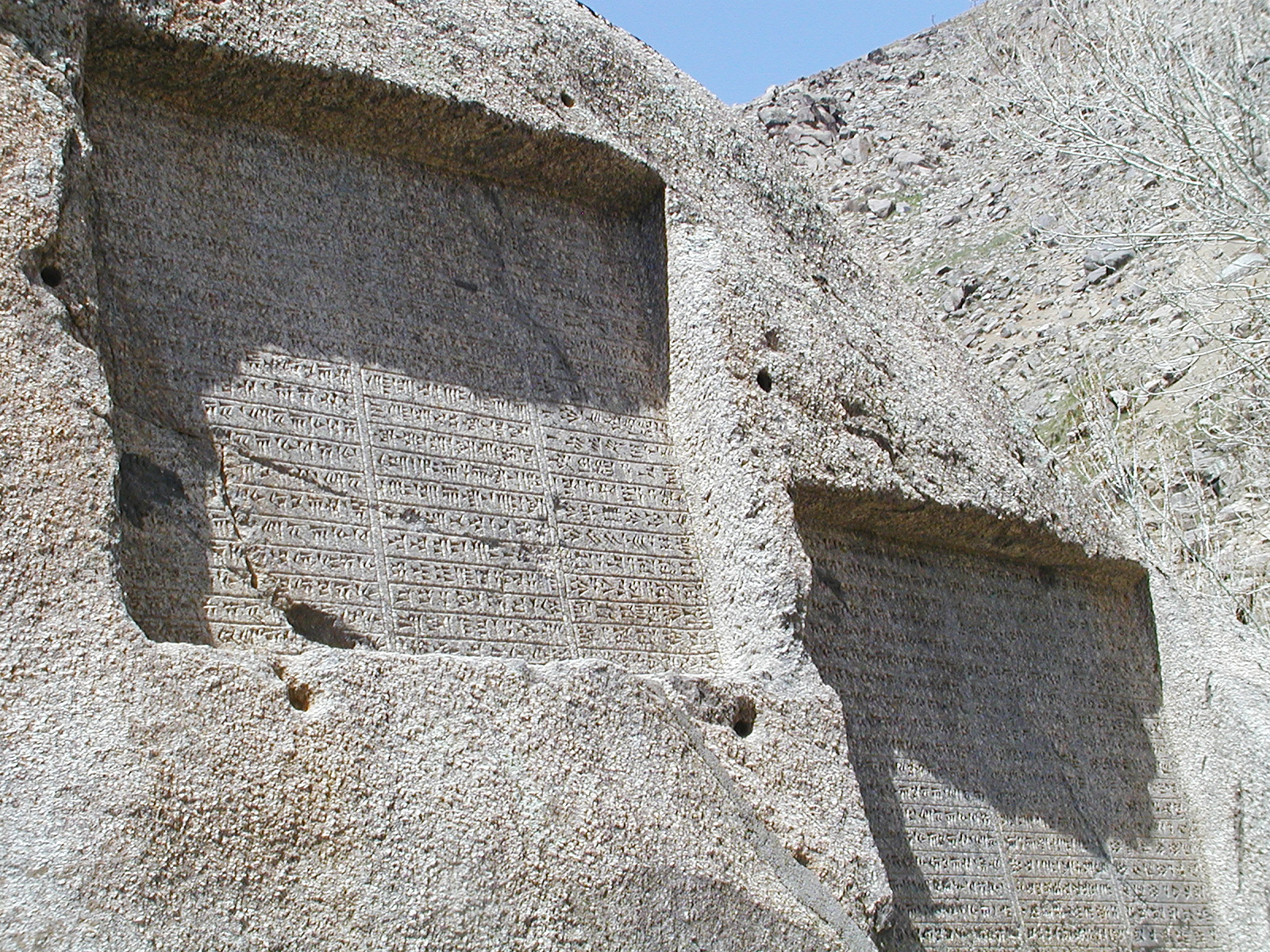
Reliefy z okresu panowania Achemenidów